# Říjen 2008
1. října – středa
  V Gruzii začali působit pozorovatelé Evropské unie, kteří dohlížejí na dodržování příměří a stahování ruských okupačních vojsk po srpnové gruzínsko-ruské válce.
2. října – čtvrtek
 Mimořádně intenzivní přívalové deště postihly překvapivě severní Saharu, kde v alžírském městě Ghardája zahynulo při záplavách nejméně 29 osob a další desítky osob utrpěly zranění.
3. října – pátek
  Čtyři lidé zahynuli a 23 bylo zraněno při havárii autobusu české dopravní společnosti Student Agency u slovenské obce Kostolná v okrese Trenčín.
 Prezident George W. Bush podepsal návrh zákona o stabilizaci amerického finančního systému, který na druhý pokus schválila Sněmovna reprezentantů a ve středu i Senát. Plán počítá s vynaložením až 700 miliard dolarů.
4. října – sobota
  Papež Benedikt XVI. jmenoval Jana Baxanta, dosavadního generálního vikáře českobudějovické diecéze, sídelním biskupem litoměřickým.
  V Praze a ve Stockholmu začíná nová sezóna NHL. Jde vůbec o první ročník, kdy kanadsko-americká hokejová liga začíná na území kontinentální Evropy.
5. října – neděle
 Německá vláda oznámila v důsledku krize druhého největšího hypotečního ústavu v zemi Hypo Real Estate, že bude garantovat všechny soukromé vklady v bankách.
6. října – pondělí
   Nobelovu cenu za lékařství a fyziologii získala skupina virologů – Němec Harald zur Hausen a Francouzi Françoise Barréová-Sinoussiová a Luc Montagnier.
 Dánská vláda se v brzkých ranních hodinách zaručila za všechny bankovní vklady. Plánuje společně s bankami vytvoření záložního fondu, který by měl pomáhat s převzetím postižených finančních institucí.
  Šéf tchajwanské tajné služby Tsai Čchao-ming naznačil před parlamentním výborem, že SARS, který před šesti lety zabil téměř osm set lidí, způsobil paniku na celém světě a téměř zastavil turistický ruch ve východní a jihovýchodní Asii, byl možná čínskou biologickou zbraní. Odvolal se na interní informace, které to signalizují, zároveň ale připustil, že definitivní důkazy nemá k dispozici.
7. října – úterý
   Nobelovu cenu za fyziku získal Američan Jóičiró Nambu a dva Japonci Makoto Kobajaši a Tošihide Masukawa za výzkum subatomových částic hmoty.
 Ministři financí zemí Evropské unie v Lucemburku schválili zvýšení záruky za vklady na 50 000 eur s tím, že některé státy mohou garantovat vklady až do výše 100 000 eur.
8. října – středa
   Nositeli Nobelovy ceny za chemii se stali Američané Martin Chalfie a Roger Tsien a Japonec Osamu Šimomura.
 Island přebral kontrolu nad třemi největšími bankami v zemi, které se dostaly do vážných problémů. Pro státní rozpočet však jde o enormní zátěž a premiér oznámil, že se země nachází krok před státním bankrotem.
 Ukrajinský prezident Viktor Juščenko rozpustil parlament a vyhlásil předčasné volby.
9. října – čtvrtek
 V Číně bylo po požití mléčných výrobků kontaminovaných melaminem hospitalizováno třikrát více dětí, než se dosud uvádělo. Celkem muselo lékařské vyšetření doposud vyhledat na 94 tisíc dětí.
  Nobelovu cenu za literaturu získal francouzský autor Jean-Marie Le Clézio.
10. října – pátek
 Index PX pražské burzy se během dne propadl o 15 %, což je největší denní ztráta v historii burzy.
  Nobelovu cenu míru získal bývalý finský prezident Martti Ahtisaari za víc než třicetileté politické působení přispívající k řešení mezinárodních problémů.
 Na Chebsku a Sokolovsku došlo ke třem zemětřesením o síle 3,9 stupňů Richterovy škály. Bylo to nejsilnější české zemětřesení od roku 1985. Otřesy byly cítit i v Praze.
11. října – sobota
 Rakouský politik Jörg Haider, předseda Svazu pro budoucnost Rakouska (BZÖ), zemřel při autonehodě na okraji Klagenfurtu. Podle vyšetřování jel opilý nepřiměřenou rychlostí.
12. října – neděle
 zemřel imunolog a lazarián Radslav Kinský z rodu Kinských.
 Velkou pardubickou vyhrála osmiletá klisna Sixteen s žokejem Josefem Bartošem v sedle.
 Chebsko opět zasáhlo zemětřesení o síle téměř 4,0 Richterovy škály. Šlo zatím o nejsilnější otřesy z posledního roje.
 Z Bajkonuru odstartovala mise Sojuz TMA-13 směrem k ISS, na palubě je mj. vesmírný turista Richard Garriott.
  papež Benedikt XVI. svatořečil čtyři osoby, mezi nimi i sestru Alphonsu, která se tak stala první svatořečenou Indkou.
13. října – pondělí
 Během zápasu KHL mezi Viťaz Čechov – Avangard Omsk zemřel na zástavu srdce 19letý talentovaný ruský hokejista Alexej Čerepanov. Čerepanov, kterého v létě draftovali New York Rangers, zkolaboval na střídačce a krátce na to zemřel.
 Zemřel francouzský herec a držitel Césara Guillaume Depardieu, syn herce Gérarda Depardieu.
 Stát musí na základě rozhodnutí odvolacího pražského městského soudu vrátit barokní zámek v Kolodějích restituentovi Vítězslavu Kumperovi.
  Nobelovu cenu za ekonomii získal letos americký ekonom Paul Krugman za „analýzu obchodních vzorců a lokalizace ekonomické aktivity“.
 Volby v Litvě vyhrál po sečtení téměř všech hlasů pravicový Vlastenecký svaz expremiéra Andriuse Kubiliuse s 19,3 procenty hlasů.
14. října – úterý
 Chebsko zasáhlo zatím nejsilnější zemětřesení z posledního roje. Mělo sílu 4,1 Richterovy škály.
 Americký prezident George W. Bush oznámil plán federální vlády na nákupu podílů v problémových amerických bankách za 250 miliard dolarů.
 Česká vláda se usnesla, že bude v případě bankovní krize ručit za soukromé vklady v bankách do hodnoty 50 tisíc eur.
15. října – středa
 Konzervativní strana Kanady vedená premiérem Stephenem Harperem vyhrála předčasné parlamentní volby, které vyhlásila generální guvernérka Kanady Michaëlle Jean poté, co 7. září rozpustila parlament.
 Ilham Alijev byl vyhlášen vládnoucí Novou ázerbájdžánskou stranou za vítěze prezidentských voleb v Ázerbájdžánu, ačkoliv nebyly známy oficiální výsledky ani jejich odhady.
16. října – čtvrtek
 Průmyslový palác na Výstavišti v Praze 7 vybudovaný pro Jubilejní výstavu v roce 1891 zachvátil rozsáhlý požár, který zcela zničil levé křídlo této historicky cenné budovy.
17. října – pátek
 Valné shromáždění OSN zvolilo pět nestálých členů Rady bezpečnosti: Japonsko, Mexiko, Rakousko, Turecko a Ugandu.
 Vojenský historický ústav Praha obdržel jeden z mála zachovalých exemplářů tanku Škoda LT vz. 35, dar americké armády, která jej ukořistila wehrmachtu v roce 1945.
18. října – sobota
 Skončily české volby do zastupitelstev krajů a první kolo senátních voleb. Drtivě zvítězila ČSSD.
19. října – neděle
 Exministr zahraničí USA v první vládě G. W. Bushe, republikán Colin Powell, podpořil demokratického prezidentského kandidáta Baracka Obamu.
20. října – pondělí
 V obci Callian zemřela ve věku 99 let sestra Emmanuelle z Kongregace sester Notre Dame de Sion, která byla pro svou péči o sirotky v Káhiře přirovnávána k Matce Tereze. Dlouhá léta patřila mezi deset nejoblíbenějších osobností Francie a Belgie.
21. října – úterý
  Cenu Evropské filmové akademie získal český dokument René, který po 20 let natáčela Helena Třeštíková.
22. října – středa
 Druhá vláda Mirka Topolánka přečkala již čtvrté sněmovní hlasování o nedůvěře, vyvolané opoziční ČSSD. Zároveň prošel 1. čtením i základní návrh státního rozpočtu pro rok 2009, který se opozice pokusila zamítnout.
  Vídeňská burza cenných papírů a současná skupina akcionářů pražské burzy (BCPP) se dohodly na podmínkách prodeje většinového podílu v Burze cenných papírů Praha.
23. října – čtvrtek
 Sacharovovu cenu, kterou uděluje Evropský parlament obráncům lidských práv a demokracie, získal vězněný čínský disident Chu Ťia.
24. října – pátek
 Krajský soud v Brně udělil šesti obžalovaným v Kuřimské kauze týrání dětí trest celkem 43 let odnětí svobody.
 Do zbytkové jámy hnědouhelného povrchového dolu Ležáky nedaleko Mostu začala proudit voda z přivaděče Ohře, která z něj do čtyř let vytvoří jezero Most.
25. října – sobota
  Belgická bankovní skupina KBC, která vlastní také největší českou banku ČSOB, požádala belgickou vládu o poskytnutí garancí a hotovosti za 3,5 miliardy eur.
 Druhé kolo senátních voleb skončilo bezprecedentním vítězstvím ČSSD, která získala i s jedním senátorem z prvního kola celkem 23 mandátů. ODS získala 3 mandáty v Praze a KSČM jeden.
26. října – neděle
 Izraelská ministryně zahraničí a nová předsedkyně strany Kadima Cipi Livniová oznámila prezidentu Šimonu Peresovi, že se jí nepodařilo sestavit vládní koalici. Izrael tak v zimě čekají předčasné parlamentní volby.
27. října – pondělí
 Americký ministr vnitřní bezpečnosti Michael Chertoff v Praze oznámil, že od 17. listopadu skončí pro Čechy vízová povinnost při cestách do Spojených států.
28. října – úterý
 V Praze se po 23 letech u příležitosti oslav založení Československa uskutečnila vojenská přehlídka.
 Evropská agentura pro chemické látky zveřejnila oficiální seznam 15 prioritních nebezpečných chemikálií, které budou podléhat autorizaci v rámci směrnice REACH.,
 Chebsko zasáhlo zatím nejsilnější zemětřesení za posledních dvacet let. Mělo sílu 4,1 Richterovy škály.
29. října – středa
 Oblast na jihozápadě Pákistánu postihlo zemětřesení o síle 6,4 stupňů Richterovy škály. Jsou hlášeny stovky poničených domů a nejméně 160 obětí na lidských životech.
30. října – čtvrtek
 Svou činnost ukončilo slavné berlínské letiště Tempelhof.
31. října – pátek
 Severozápadní část Německa byla zaskočena nenadálým brzkým příchodem zimy, kdy napadlo kolem 30 cm sněhu, který spolu s náledím způsobil značné komplikace v dopravě.